# OR4F15
OR4F15 (англ. Olfactory receptor family 4 subfamily F member 15) – білок, який кодується однойменним геном, розташованим у людей на короткому плечі 15-ї хромосоми. Довжина поліпептидного ланцюга білка становить 312 амінокислот, а молекулярна маса — 35 369.
| 10         |  | 20         |  | 30         |  | 40         |  | 50         |
| ---------- |  | ---------- |  | ---------- |  | ---------- |  | ---------- |
| MNGMNHSVVS |  | EFVFMGLTNS |  | REIQLLLFVF |  | SLLFYFASMM |  | GNLVIVFTVT |
| MDAHLHSPMY |  | FLLANLSIID |  | MAFCSITAPK |  | MICDIFKKHK |  | AISFRGCITQ |
| IFFSHALGGT |  | EMVLLIAMAF |  | DRYMAICKPL |  | HYLTIMSPRM |  | CLYFLATSSI |
| IGLIHSLVQL |  | VFVVDLPFCG |  | PNIFDSFYCD |  | LPRLLRLACT |  | NTQELEFMVT |
| VNSGLISVGS |  | FVLLVISYIF |  | ILFTVWKHSS |  | GGLAKALSTL |  | SAHVTVVILF |
| FGPLMFFYTW |  | PSPTSHLDKY |  | LAIFDAFITP |  | FLNPVIYTFR |  | NKDMKVAMRR |
| LCSRLAHFTK |  | IL         |  |            |  |            |  |            |

A: Аланін

C: Цистеїн

D: Аспарагінова кислота

E: Глутамінова кислота

F: Фенілаланін

G: Гліцин

H: Гістидин

I: Ізолейцин

K: Лізин

L: Лейцин

M: Метіонін

N: Аспарагін

P: Пролін

Q: Глутамін

R: Аргінін

S: Серин

T: Треонін

V: Валін

W: Триптофан

Кодований геном білок за функціями належить до рецепторів, g-білокспряжених рецепторів, білків внутрішньоклітинного сигналінгу. 
Локалізований у клітинній мембрані, мембрані.